# رامیستو
رامیستو (به ایتالیایی: Ramiseto) یک کومونه در ایتالیا است که در استان رجو امیلیا واقع شده‌است.

## خصوصیات
رامیستو ۹۸٫۵ کیلومترمربع مساحت و ۱٬۴۳۲ نفر جمعیت دارد.